# Фауна ЮАР

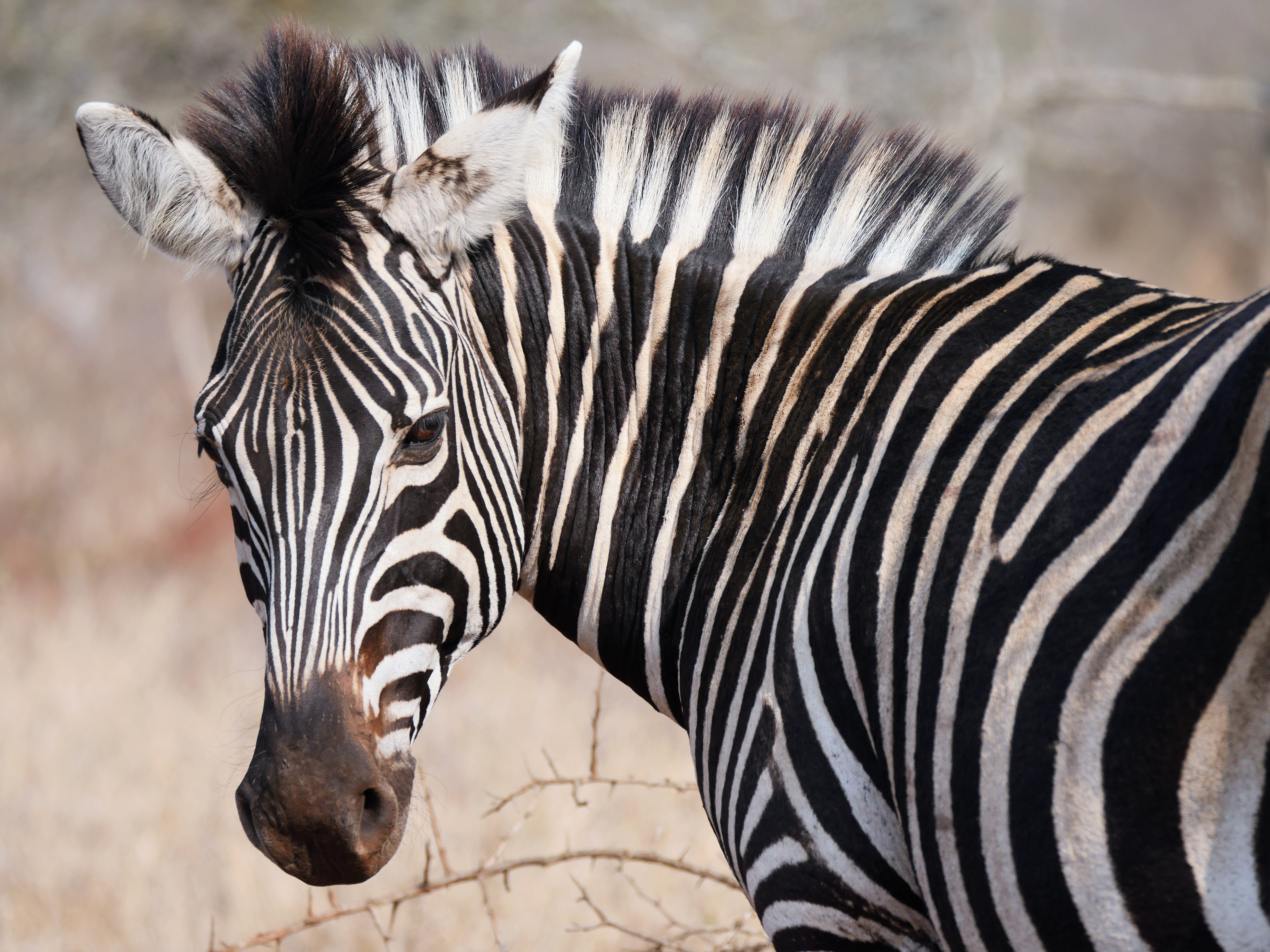
Саванная зебра в парке Крюгера

Животный мир ЮАР (фауна ЮАР) — это все представители животного мира (Animalia), обитающие на территории Южноафриканской Республики.
Фауна ЮАР достаточно разнообразна. Около 6 % всех животных планеты проживают именно на территории ЮАР.
В ЮАР нередко можно встретить антилоп, зебр, жирафов, шакалов, гиен, крокодилов, гиппопотамов и гепардов. В Республике также обитают чёрные и белые носороги, львы, леопарды, саванные слоны и африканские буйволы. Южная Африка — одна из немногих стран, которой удалось избежать полного истребления носорогов. Восстановлена в ЮАР и популяция гиеновидных собак. Морскими обитателями ЮАР являются киты, акулы и обширные колонии капских морских котиков.
На территории Южной Африки проживают 7 % мирового количества птиц. Их в стране насчитывается около 900 видов. Здесь обитают африканские страусы, королевские орлы, колонии пингвинов, стаи морских птиц. Встречается тут и голубой журавль.

## Национальный парк Крюгера
Национальный парк Крю́гера (Национальный парк Крюгер, африк. Nasionale Krugerwildtuin, англ. Kruger National Park) — старейший национальный парк ЮАР. В Национальном парке Крюгера обитает около 33 вида земноводных, 114 видов рептилий, 147 видов животных и 507 видов птиц.